# Cristalul întunecat: Epoca rezistenței
Cristalul întunecat: Epoca rezistenței (engleză The Dark Crystal: Age of Resistance) este un serial american de televiziune fantasy și de aventură întunecată care a fost produs de Netflix și de The Jim Henson Company. Este un prequel al filmului lui Jim Henson din 1982, The Dark Crystal - Cristalul întunecat. Au fost realizate zece episoade, iar serialul explorează lumea Thra creată pentru filmul original. Serialul a avut premiera pe 30 august 2019.

## Rezumat
Pe planeta Thra, trei Gelflingi - Rian, Brea și Deet - inspiră o rebeliune împotriva Skeksis atunci când descoperă un secret îngrozitor din spatele puterii lor care amenință toată lumea Thra.

## Distribuție

### Roluri principale de voce
- Taron Egerton ca Rian: un paznic Gelfling al castelului de cristal din clanul Stonewood
- Anya Taylor-Joy ca Brea: o prințesă Gelfling din clanul Vapra
- Nathalie Emmanuel ca Deet: O îngrijitoare de animale Gelfling din clanul Grottan
- Donna Kimball ca Aughra: întruchiparea planetei Thra și a unui astronom

### Roluri secundare de voce

#### Gelflingi
- Eddie Izzard - Cadia: membru al Clanului Sifa
- Helena Bonham Carter ca Maudra Mayrin / All-Maudra: liderul clanului Vapra, regina Gelfling și mama lui Seladon, Tavra și Brea (sezonul 1)
- Caitriona Balfe ca Tavra: Un războinic al Clanului Vapra și una dintre surorile lui Brea
- Harris Dickinson ca Gurjin: membru al clanului Drenchen și cel mai bun prieten al lui Rian
- Shazad Latif ca Kylan: O povestitoare a clanului Spriton
- Toby Jones  - un bibliotecar: membru al clanului Vapra care lucrează în biblioteca Cetății Vapra
- Gugu Mbatha-Raw ca Seladon: Un membru al clanului Vapra și una dintre surorile lui Brea
- Lena Headey ca Maudra Fara / The Rock Singer: Liderul clanului Stonewood
- Alicia Vikander ca Mira: Un membru al clanului Vapra, un paznic al castelului de cristal și iubita lui Rian (sezonul 1)
- Hannah John-Kamen ca Naia: Membru al clanului Drenchen și a surorii geamene a lui Gurjin
- Natalie Dormer ca Onica: Membru al Clanului Sifa și iubita lui Tavra
- Mark Strong ca Ordon: Un membru al clanului Stonewood și tatăl lui Rian (sezonul 1)
- Theo James ca Rek'yr: Membru al clanului Dousan
- Louise Gold ca Maudra Argot / Shadow Bender: Liderul clanului Grottan
- Kemi-Bo Jacobs ca Maudra Seethi / Pictorul pielii: Liderul clanului Dousan

#### Skeksis
- Jason Isaacs ca skekSo / The Emperor: Liderul Skeksisilor și conducătorul crud al Planetei Thra
- Simon Pegg ca skekSil / The Chamberlain: Al doilea la putere pe tronul împăratului
- Awkwafina ca skekLach / The Collector: un Skeksis infectat care colectează tributuri din clanurile Gelfling (sezonul 1)
- Benedict Wong ca skekVar / Generalul: Un Skeksis cu temperament iute, care este cel mai loial împăratului (sezonul 1)
- Harvey Fierstein ca skekAyuk / Gourmand: Organizatorul banchetelor Skeksis
- Andy Samberg ca skekGra / The Conqueror: Un skeksis care este împotriva deciziilor celor din neamul lui și trăiește cu omologul său urGoh în autoexil în deșertul de cristal
- Ralph Ineson ca skekMal / The Hunter: Cel mai sălbatic și cel mai brutal dintre Skeksis (sezonul 1)
- Alice Dinnean ca skekEkt / The Ornamentalist: designerul articolelor de îmbrăcăminte Skeksis
- Keegan-Michael Key ca skekZok / Maestru ritualic: Marele preot al ceremoniei Soarelui
- Mark Hamill ca skekTek / The Scientist: Un vechi prieten al lui Aughra care acum folosește cristalul întunecat pentru experimente malefice
- Neil Sterenberg -  skekOk / The Scroll-Keeper: istoricul castelului de cristal căruia îi place foarte mult să-i manipuleze pe Gelflingi

#### Mistici
- Ólafur Darri Ólafsson ca urVa / Archer: Omologul Mistic al skekMal / The Hunter (Sezonul 1)
- Bill Hader ca urGoh / The Wanderer: Omologul Mistic pentru skekGra / The Conqueror care trăiește cu omologul său în exil.

#### Alții
- Dave Goelz ca Baffi: un Fizzgig care poartă ochelari
- Theo Ogundipe ca Vliste-Staba: Arborele sanctuarului
- Sigourney Weaver ca The Myth Speaker
- Victor Yerrid ca Hup: un Podling care este prieten cu Deet

## Episoade
| Nr. | Titlu                                | Regizat de      | Scris de                         | Data lansării  |
| --- | ------------------------------------ | --------------- | -------------------------------- | -------------- |
| 1   | „End. Begin. All the Same.”          | Louis Leterrier | Jeffrey Addiss & Will Matthews   | 30 august 2019 |
| 2   | „Nothing Is Simple Anymore”          | Louis Leterrier | J.M. Lee                         | 30 august 2019 |
| 3   | „What Was Sundered and Undone”       | Louis Leterrier | Vivian Lee                       | 30 august 2019 |
| 4   | „The First Thing I Remember Is Fire” | Louis Leterrier | Simon Racioppa & Richard Elliott | 30 august 2019 |
| 5   | „She Knows All the Secrets”          | Louis Leterrier | Jeffrey Addiss & Will Matthews   | 30 august 2019 |
| 6   | „By Gelfling Hand ...”               | Louis Leterrier | Kari Drake                       | 30 august 2019 |
| 7   | „Time to Make ... My Move”           | Louis Leterrier | Javier Grillo-Marxuach           | 30 august 2019 |
| 8   | „Prophets Don't Know Everything”     | Louis Leterrier | Simon Racioppa & Richard Elliott | 30 august 2019 |
| 9   | „The Crystal Calls”                  | Louis Leterrier | Margaret Dunlap                  | 30 august 2019 |
| 10  | „A Single Piece Was Lost”            | Louis Leterrier | Jeffrey Addiss & Will Matthews   | 30 august 2019 |

## Joc video
În timpul unui Nintendo Direct la E3 2019, a fost anunțat că un joc video bazat pe seria Netflix, numit The Dark Crystal: Age of Resistance Tactics, a fost dezvoltat de BonusXP și En Masse Entertainment. Jocul va fi lansat cândva în 2019 pentru Nintendo Switch, Xbox One, PlayStation 4, Microsoft Windows și macOS.